# Kenji Nagai

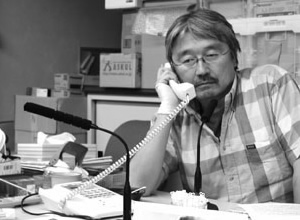
Kenji Nagai.

Kenji Nagai (jap. 長井 健司, Nagai Kenji; * 27. August 1957 in Imabari, Präfektur Ehime, Japan; † 27. September 2007 in Rangun, Burma) war ein japanischer Fotojournalist, der während Demonstrationen in Burma 2007 erschossen wurde.

## Leben
Kenji Nagai wuchs in Imabari in Japan auf und graduierte an der Oberschule Imabari West. Sein Studium absolvierte er an der Keizai-Universität in Tokio. Nach seiner Graduierung in Japan studierte er ein weiteres Jahr in Amerika.
Nach seiner Rückkehr nach Japan arbeitete er als Freelancer und für die in Tokio ansässige Agentur APF News, die sich auf Berichte aus Krisengebieten spezialisiert hat.
Nagai reiste zwei Tage vor dem blutigen Vorgehen der Junta gegen die Demonstranten in Burma ein und wurde in der Nähe der Sule-Pagode im Stadtzentrum von Rangun erschossen, als er die Unruhen mit seiner Kamera festhalten wollte.
Die Fotos des auf dem Boden liegenden Reporters gingen noch am selben Tag in den Medien um die Welt, der Fotograf Andrees Latif erhielt später den Pulitzer-Preis für seine Aufnahmen. Am 28. September veröffentlichte der japanische Privatsender Fuji Television und The Times Filmmaterial, wonach Nagai „offenbar von einem Soldaten zu Boden gestoßen und dann regelrecht hingerichtet“ worden sei.

## Reaktionen
Japan bestellte nach dem Tod des Journalisten den birmanischen Botschafter ein.

Japans Außenminister Masahiko Komura sagte, dass Japan wegen der Tötung von Nagai eine Einschränkung der Entwicklungshilfe für Myanmar in Erwägung ziehe.

Die NRO Reporter ohne Grenzen und die unabhängige Burma Media Association haben den neuen Japanischen Premierminister Yasuo Fukuda zu Sanktionen gegen das Militärregime in Myanmar aufgefordert.

Presseberichten zufolge erwog Japan den Rückruf seines Botschafters oder eine Einreisesperre für die Führungsriege des Militärregimes in Myanmar.